# Кут (Ростовская область)
Кут — хутор в Кагальницком районе Ростовской области.
Входит в состав Иваново-Шамшевского сельского поселения.

## Население
| 2010 |
| ---- |
| 126  |

## Улицы
- ул. Волгоградская,
- ул. Калинина,
- ул. Ленинградская,
- ул. Новочеркасская.